# Evgoa dalmanii
Evgoa dalmanii là một loài bọ cánh cứng trong họ Cerambycidae.